# カール・タマヨ
カール・タマヨ（Carl Tamayo、2001年2月13日 - ）は、フィリピン出身の男子プロバスケットボール選手である。ポジションはフォワード。

## 来歴
アダムソン高校、国立大学ナザレススクールを経て、2020年にフィリピン大学に進学。
2023年1月、大学卒業を待たずにB.LEAGUEの琉球ゴールデンキングスとアジア特別枠として契約し、2月16日に入団会見を行った。

### フィリピン代表
2017年よりフィリピン代表に選出。東京五輪最終予選、2023年ワールドカップ予選、2022年アジアカップなどを経験している。